# NRPS (registre)
Le NRPS (néerlandais : Nederlands Rijpaarden en Pony Stamboek), soit stud-book néerlandais du cheval de selle et du poney, est un registre généalogique de chevaux et de poneys, géré aux Pays-Bas. 

## Histoire
Le stud-book NRPS est créé en mars 1981. 

## Description
Il s'agit d'un stud-book pour poneys et chevaux de sport néerlandais ayant au moins 12,5 % d'ascendances Arabe.